# Paróquia de Caddo
A Paróquia de Caddo (em inglês:  Caddo Parish) é uma das 64 paróquias do estado americano da Luisiana. A sede e maior cidade da paróquia é Shreveport.
A paróquia possui uma área de 2 426 km², dos quais 2 275 km² estão cobertos por terra e 151 km² por água, uma população de 254 969 habitantes, e uma densidade populacional de 112 hab/km² (segundo o censo nacional de 2010). É a quarta paróquia mais populosa da Luisiana.